# Danielle Smith
Pour les articles homonymes, voir Smith.
Marlaina Danielle Smith, dite Danielle Smith, née le 1er avril 1971 à Calgary (Alberta), est une journaliste et femme politique canadienne. Membre du Parti conservateur uni, elle devient première ministre de l'Alberta le 11 octobre 2022 à la suite de la démission de Jason Kenney, puis remporte les élections générales du 29 mai 2023 pour un mandat de quatre ans. 

## Biographie

### Premières années
Danielle Smith est issue d'un couple qui a eu cinq enfants. Son grand-père paternel, Philipus Kolodnicki, était un immigrant ukrainien qui anglicisa son nom en « Philip Smith » après son arrivée au Canada en 1915. Elle étudie à l'Université de Calgary et obtient un diplôme en anglais et en économie. Durant ses études, elle est active au sein des progressistes-conservateurs tant au niveau fédéral que provincial, et elle remporte la présidence du parti au niveau de son campus. Elle commence à travailler par un stage d'une année au sein de l'Institut Fraser. En 1998, à l'âge de 27 ans, elle entre en politique en devenant candidate pour le poste de Comité directeur du Calgary Board of Education (en).
En 2006, Smith est la directrice des affaires provinciales de l'Alberta pour la Fédération canadienne de l'entreprise indépendante. Elle travaille également en tant que journaliste dans la presse écrite, la radio et la télévision.

### Débuts en politique

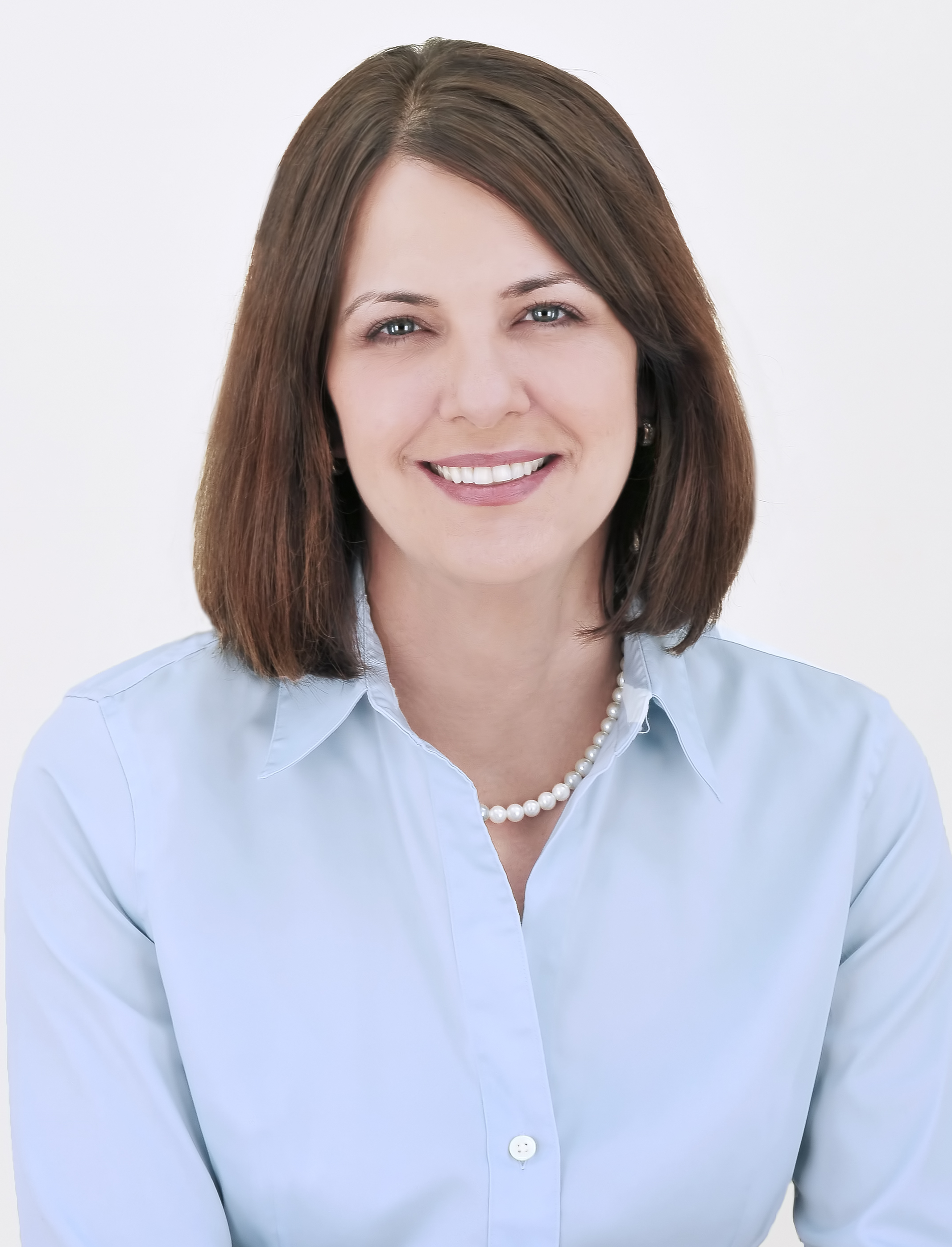
Photographie officielle de Danielle Smith en 2011.

Smith dirige le Parti Wildrose à partir de 2009 et occupe le poste de cheffe de l'opposition de 2012 à décembre 2014, date de sa démission et de son ralliement aux Progressistes-conservateurs du premier ministre Jim Prentice.
Elle représente la circonscription de Highwood à l'Assemblée législative de l'Alberta entre 2012 et 2015.

### Première ministre de l'Alberta

#### Course à la chefferie
En mai 2022, Danielle Smith annonce qu'elle se lance dans la course à la chefferie du Parti conservateur uni (PCU), après que le chef du parti et premier ministre Jason Kenney ait annoncé sa démission. Sa campagne tourne autour de la promulgation de la Alberta Sovereignty Within a United Canada Act (la « Loi sur la souveraineté de l'Alberta dans un Canada uni »), une pièce législative autonomiste permettant notamment à la législature de la province de déterminer quand une loi fédérale empiète sur les compétences provinciales et le cas échéant, quand ignorer telle loi. Le premier ministre sortant Jason Kenney critique cette position et qualifie la loi d'« attaque à l'État de droit ».
Le 6 octobre 2022, elle est élue cheffe du Parti conservateur uni en remplacement de Jason Kenney au sixième tour et avec 53,8 % des voix. De ce fait, elle lui succède automatiquement comme première ministre de l'Alberta, le 11 octobre.

#### Accession au pouvoir
Peu après son accession au pouvoir, Smith affirme ne pas vouloir continuer les restrictions gouvernementales liées à la régulation de la propagation de la Covid-19 et déclare à ce propos que les gens non vaccinés « forment le groupe le plus discriminé [qu'elle a] vu de [s]a vie » et qu'elle ne compte pas « créer une société ségrégationniste basée sur des choix médicaux ».
Le 24 octobre, en retirant la participation de la province de la Coalition mondiale pour la valeur des soins de santé du Forum économique mondial — une organisation visée par plusieurs théories du complot — Smith affirme qu'elle « ne travaillerait pas avec un groupe qui parle de contrôler des gouvernements » composé de « milliardaires qui se vantent du contrôle qu'ils ont sur des dirigeants politiques », alimentant de ce fait des accusations de la part de certains de ses adversaires relativement à sa croyance à des théories du complot.
Toujours non membre de l'Assemblée législative albertaine lors de son accession au pouvoir, Danielle Smith se présente dans la circonscription de Brooks-Medicine Hat (en) à l'occasion d'une élection partielle. Le 8 novembre 2022, elle remporte l'élection avec 54,5 % des voix et fait donc son entrée à l'Assemblée comme députée.
Le 8 décembre 2022, Smith fait adopter la loi sur la souveraineté de l’Alberta dans un Canada uni, qui lui accorde le pouvoir d’ignorer « les lois fédérales et les initiatives jugées contraires aux intérêts de la province ». Il s'agit en particulier de contrer les mesures fédérales comme le contrôle des armes à feu à venir et la taxe nationale sur le carbone, qui vise à réduire les émissions de gaz à effet de serre en passant progressivement de 50 dollars canadiens par tonne d’émissions de CO2 actuellement à 170 dollars en 2030,.

#### Ėlections de 2023
Elle remporte les élections législatives du 29 mai 2023, mais avec une majorité réduite en sièges par rapport à la précédente législature.

## Positions
Libertarienne, Danielle Smith se déclare favorable au droit à l'avortement et soutient le mariage homosexuel. À l'époque où elle était journaliste pour le Calgary Herald, elle déclare également être en faveur de la légalisation du travail du sexe. Lorsqu'elle est chef du Parti Wildrose, elle s'affirme favorable à une législation visant la liberté de conscience des travailleurs de la santé et s'oppose au financement public des chirurgies de changement de sexe.
Plus récemment, durant la course à la chefferie du PCU en 2022, à l'occasion d'un débat traitant de l'inclusion des athlètes transgenres dans la catégorie du genre auquel ils s'identifient, Smith propose des alternatives afin de pouvoir laisser concourir ces athlètes dans la catégorie de leur choix, notamment via une évaluation du taux de testostérone. Durant la pandémie de Covid-19, elle prend également la défense du mouvement anti-mesures sanitaires des camionneurs, auteur de nombreux blocages.